# Ravenswood
Ravenswood je americký televizní seriál určený především pro teenagery, který měl premiéru 22. října 2013 na stanici ABC Family. Je to spin-off od seriálu Prolhané krásky a na rozdíl od nich je více nadpřirozený. Stanice ABC Family si objednala 10 epizod.

## Příběh
Městečko Ravenswood, které se nachází nedaleko města Rosewood (domovské město Prolhaných krásek), je sužováno smrtící kletbou po celé generace.
Jednoho dne, pět cizinců (jedním z nich je Caleb Rivers, postava z Prolhaných krásek) tato kletba zasáhne a oni musejí zapátrat v záhadné a temné historii města, než bude pozdě pro každého z nich.

## Obsazení
| Tyler Blackburn      | Caleb Rivers         |
| Nicole Anderson      | Miranda Collinsová   |
| Brett Dier           | Luke Matheson        |
| Merritt Pattersonová | Olivia Mathesonová   |
| Britne Oldford       | Remy Beaumontová     |
| Steven Cabral        | Raymond Collins      |
| Meg Foster           | Carla Grunwalová     |
| Luke Benward         | Dillon               |
| Henry Simmons        | Simon Beaumon        |
| Sophina Brown        | Terry Beaumontová    |
| Haley Lu Richardson  | Tess                 |
| Laura Allen          | Rochelle Mathesonová |
| Justin Bruening      | Benjamin Price       |

## Seznam dílů
| Pořadí v seriálu | Pořadí v sérii | Originální název             | Český název | Režie           | Scénář                                                | Premiéra v USA     | Premiéra v ČR |
| ---------------- | -------------- | ---------------------------- | ----------- | --------------- | ----------------------------------------------------- | ------------------ | ------------- |
| 1                | 1              | "Pilot"                      | TBA         | Ron Lagomarsino | Joseph Dougherty & Oliver Goldstick & I. Marlene King | 22. října 2013     | TBA           |
| 2                | 2              | "Death and the Maiden"       | TBA         | Rob Hardy       | Joseph Dougherty                                      | 29. října 2013     | TBA           |
| 3                | 3              | "Believe"                    | TBA         | Ron Lagomarsino | Jill Blotevogel                                       | 5. listopadu 2013  | TBA           |
| 4                | 4              | "The Devil Has a Face"       | TBA         | Arlene Sanford  | Oliver Goldstick                                      | 12. listopadu 2013 | TBA           |
| 5                | 5              | "Scared to Death"            | TBA         | Norman Buckley  | I. Marlene King                                       | 19. listopadu 2013 | TBA           |
| 6                | 6              | "Revival"                    | TBA         | Mick Garris     | Nelson Soler                                          | 7. ledna 2014      | TBA           |
| 7                | 7              | "Home Is Where the Heart Is" | TBA         | Janice Cooke    | Sean Reycraft                                         | 14. ledna 2014     | TBA           |
| 8                | 8              | "I'll Sleep When I'm Dead"   | TBA         | Mick Garris     | Jill Blotegovel & Zachary Dodes                       | 21. ledna 2014     | TBA           |
| 9                | 9              | "Along Came a Spider"        | TBA         | Joshua Butler   | Oliver Goldstick & Francesca Rollins                  | 28. ledna 2014     | TBA           |
| 10               | 10             | "My Haunted Heart"           | TBA         | Ron Lagomarsino | Joseph Dougherty                                      | 4. února 2014      | TBA           |